# Matheo Triki
Matheo Triki (Madrid, 2 de febrero de 2001) es un jugador de rugby español de ascendencia francesa que se desempeña como flanker. Actualmente juega para el C. R. El Salvador y es internacional absoluto con la Selección Española.

## Carrera
Matheo, de padre francés, se formó en las categorías inferiores del CRC Pozuelo y fue varias veces convocadlo con la selección de rugby de Madrid. También jugó en 2018 un europeo con la selección española sub-18, con la cual terminaron terceros.
Ese mismo año se muda a Francia y ficha por el equipo “Espoir” del Stade Rochelais, donde permanecería dos temporadas.
En 2020 ficha por el equipo espoir del USON Nevers Rugby del Rugby Pro D2, debutando al año siguiente con el equipo senior.
En noviembre de 2021, Matheo se proclamó campeón del Europeo de rugby sub-20 con la selección española sub-20.
En 2022 ficha por el SO Chambéry de la Championnat Fédéral Nationale.
Ese mismo año fue convocado con la selección española, debutando el 12 de noviembre de 2022 contra Namibia.